# ...of the Dark Light
...of the Dark Light är det amerikanska death metal-bandet Suffocations åttonde studioalbum. Albumet släpptes i juni 2017 av skivbolaget Nuclear Blast. Albumet är det första Suffocation-albumet med gitarristen Charlie Errigo och trumslagaren Eric Morotti.

## Låtförteckning
1. "Clarity Through Deprivation" – 4:04
2. "The Warmth Within the Dark" – 3:39
3. "Your Last Breaths" – 4:36
4. "Return to the Abyss" – 3:56
5. "The Violation"– 3:41
6. "...of the Dark Light" – 3:41
7. "Some Things Should Be Left Alone" – 3:23
8. "Caught Between Two Worlds" – 4:19
9. "Epitaph of the Credulous" (nyinspelning) – 3:58

"Epitaph of the Credulous" är en nyinspelning av låten med samma namn från albumet Breeding the Spawn.

## Medverkande
Musiker (Suffocation-medlemmar)
- Frank Mullen − sång
- Terrance Hobbs – gitarr
- Charlie Errigo – gitarr
- Derek Boyer – basgitarr
- Eric Morotti – trummor

Bidragande musiker
- Kevin Muller − bakgrundssång

Produktion
- Joe Cincotta – producent, ljudtekniker
- Suffocation – producent
- Zeuss (Christopher Harris) – ljudmix, mastering
- Colin Marks – omslagsdesign, omslagskonst